# Вольский, Рафал
Ра́фал Во́льский (пол. Rafał Wolski; 10 ноября 1992, Козенице) — польский футболист, атакующий полузащитник клуба «Висла» (Плоцк) .

## Карьера

### Клубная
В составе «Легии» дебютировал 1 марта 2011 года в матче Кубка Польши против «Руха», завершившегося со счётом 1:1. Первый матч в Экстраклассе провёл 6 марта 2011 года, выйдя в добавленное время на замену во встрече с варшавской «Полонией». Всего сыграл в 4 матчах чемпионата в дебютном сезоне.
Сезон 2011/12 снова начал в молодёжной команде, но вскоре стал игроком основного состава «Легии». В итоге провёл 21 матч в чемпионате и забил 6 мячей.
В составе «Легии» стал двукратным обладателем Кубка Польши (в сезонах 2010/11 и 2011/12).
В январе 2013 года перешёл в итальянскую «Фиорентину». В 2014, 2015 и 2016 годах уходил в аренды в «Бари», «Мехелен» и «Вислу» (Краков). В июле 2016 года перешел в «Лехию» (Гданьск).
В марте 2020 года стал игроком «Вислы» (Плоцк).

### В сборной
Францишек Смуда включил Вольского в заявку сборной Польши на домашний чемпионат Европы-2012. В сборной дебютировал 22 мая 2012 года в товарищеском матче против сборной Латвии (1:0).

## Достижения
- Обладатель Кубка Польши (2): 2010/11, 2011/12